# Franz von Holzhausen

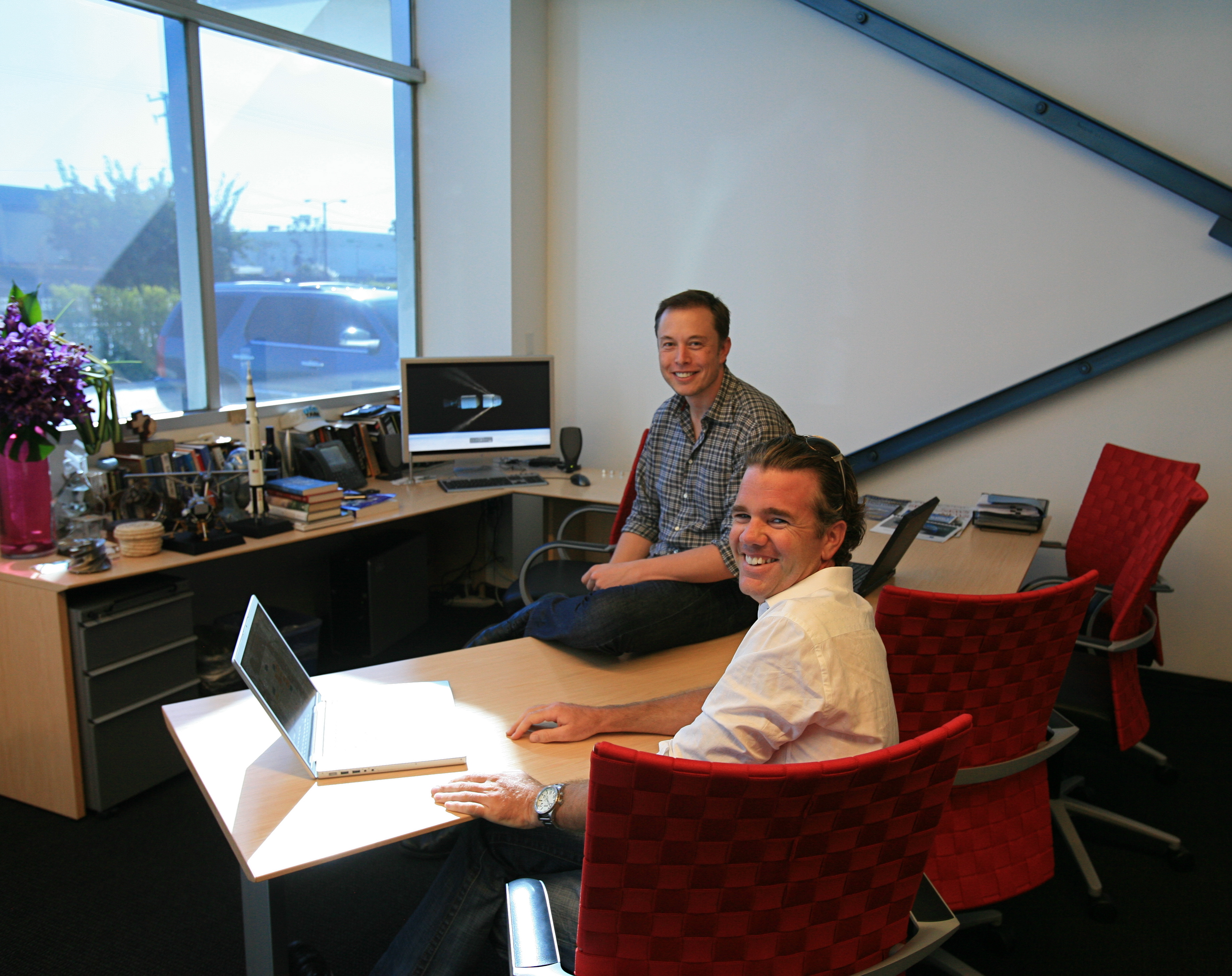
Franz von Holzhausen im Vordergrund mit Tesla -CEO Elon Musk im Oktober 2008

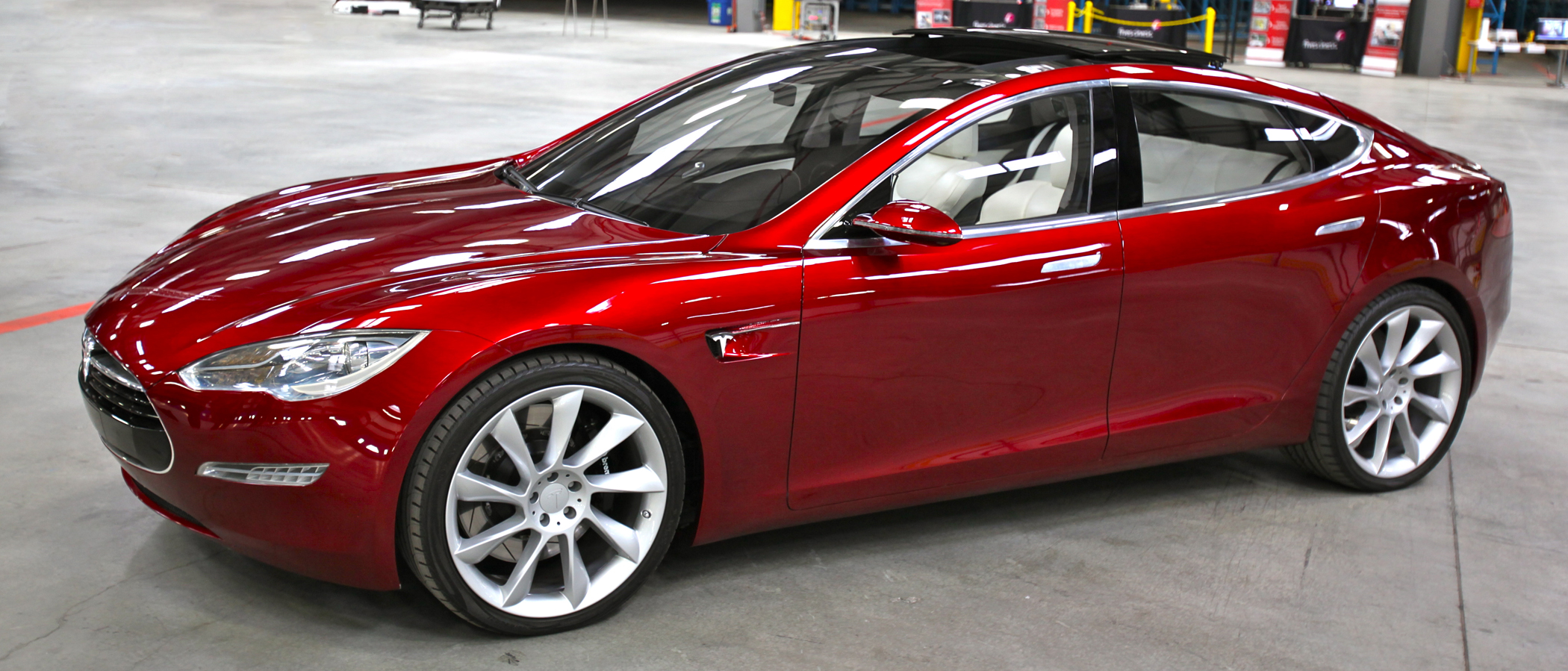
Der Tesla Model S war der erste realisierte Entwurf von Franz von Holzhausen bei Tesla Motors. Das zuvor gebaute erste Tesla-Modell beruhte auf einer Karosserie von Lotus.

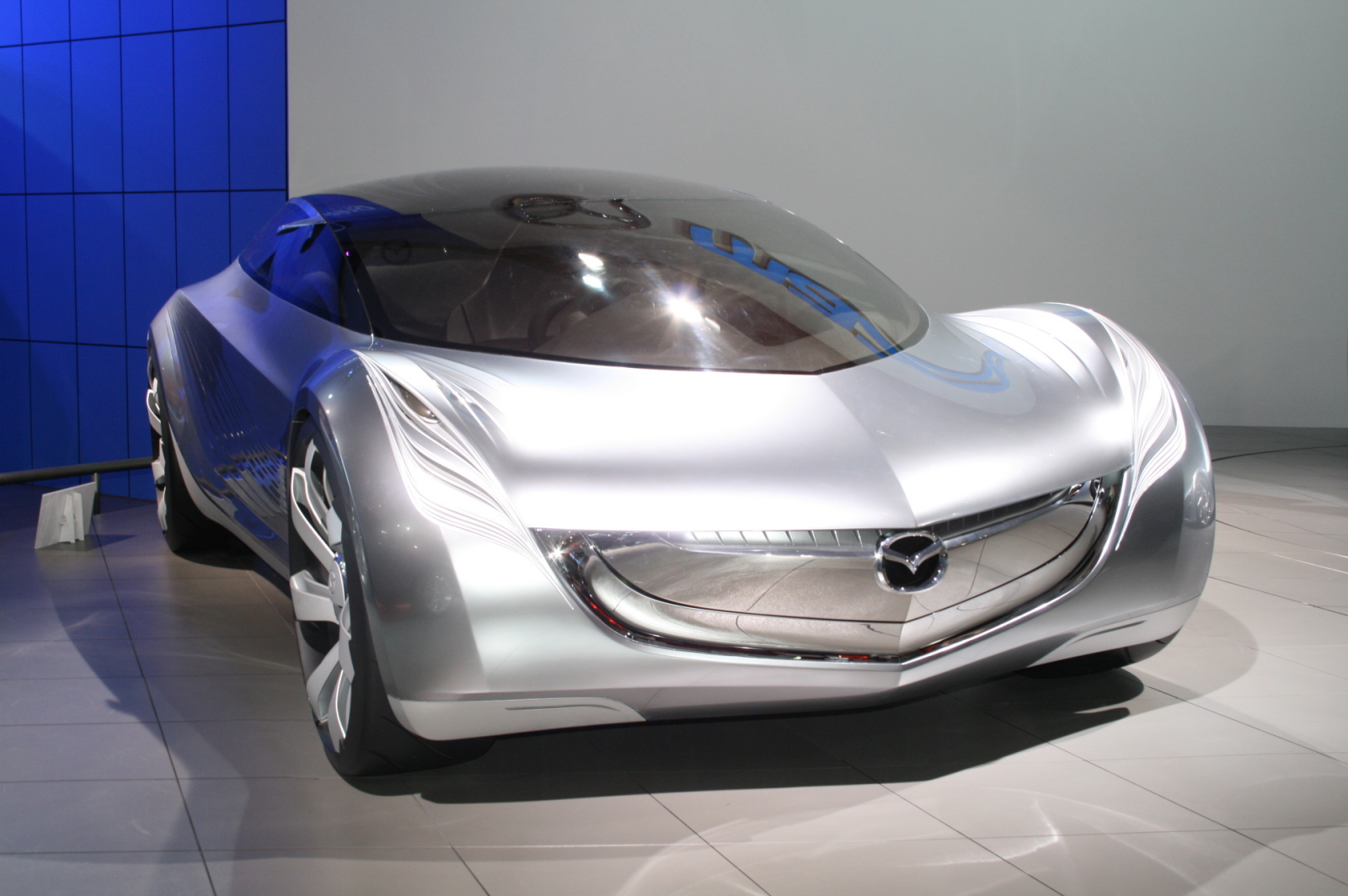
Der Mazda Nagare (Oktober 2007), den von Holzhausen mit seinem kalifornischen Designteam entwarf

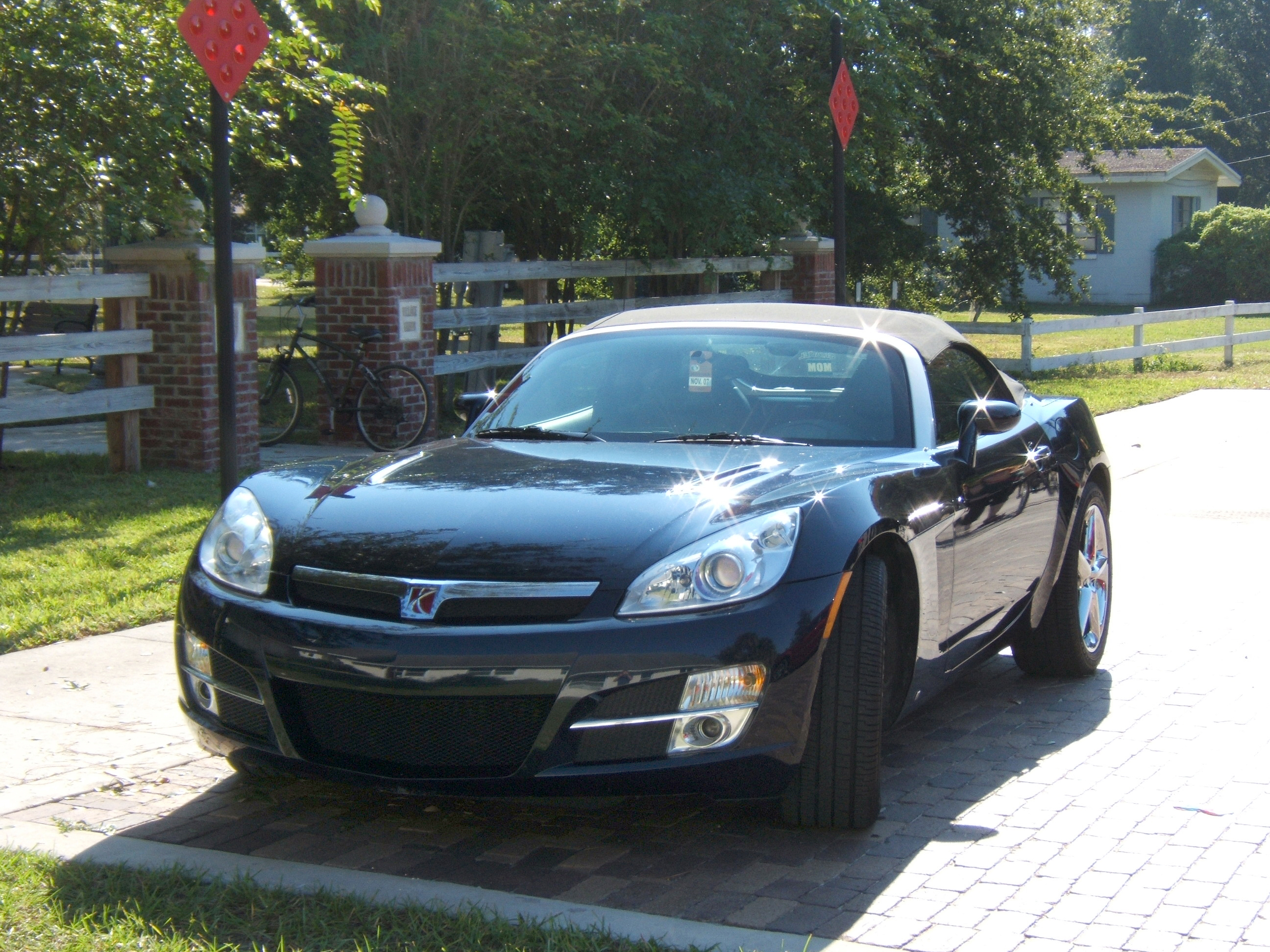
Der Saturn Sky (2006–2009), eines der drei Modelle, die Holzhausen für die Kappa-Plattform von General Motors designte

Franz von Holzhausen (* 10. Mai 1968 in Simsbury, Hartford County, Connecticut) ist ein US-amerikanischer Automobildesigner. Nach Stationen als Assistant Chief Designer bei Volkswagen, Design Manager bei General Motors und Director of Design bei Mazda North America ist er heute der Chefdesigner (englisch Senior Design Executive) von Tesla Motors. Seine bekanntesten Entwürfe sind die Elektroautos Tesla Model S und Tesla Cybertruck.

## Lebensweg
Franz von Holzhausen studierte 1986 bis 1988 Industriedesign an der Syracuse University. 1988 bis 1992 studierte er am Art Center College of Design, wo er 1992 mit einem Bachelor in Transportation Design abschloss. Vom Juni 1992 bis Januar 2000 arbeitete er als Assistant Chief Designer bei Volkswagen und war dort an zahlreichen Projekten von der Projektstudie Concept One bis zum Microbus beteiligt.
In den Jahren 2000 bis 2005 arbeitete er als Design Director für General Motors. In dieser Zeit verantwortete er das Design des Pontiac Solstice, des Saturn Sky und des Opel GT, die alle auf der Kappa-Plattform aufbauten. Der Solstice gewann in den USA sowohl den Titel Auto des Jahres wie auch den Preis Design of the Year 2006.
In der Zeit vom Februar 2005 bis zum August 2008 wirkte von Holzhausen als Director of Design beim Mazda North American Design Center. Dort war ein Team unter seiner Leitung für die Entwicklung des Mazda Nagare zuständig, der grundlegend für das künftige Gesamtdesignkonzept von Mazda war. Ebenso entwickelte er mit seinem kalifornischen Team das Design des Rennwagenprototyps Mazda Furai. Von Holzhausen verantwortete die Modellpflege des Mazda RX-8, Mazda Tribute, Mazda5 und war an der Designentwicklung von Mazda6 und Mazda3 beteiligt.
Seit August 2008 ist er Chefdesigner bei Tesla Motors, nachdem dessen CEO Elon Musk ihn anwarb. Dort entwickelte er zunächst das Design des Model S, den Musk konzipierte. Außerdem leitet er die Designentwicklung des SUV/Van-Crossover Model X, Tesla Model Y und der zweiten Generation des Sportwagens Tesla Roadster. Auch an dem Cybertruck hat er mitgearbeitet.